# Bóbitás küllőrojt
A bóbitás küllőrojt vagy vesszőcskefű (Erigeron acris) a fészkesvirágzatúak (Asterales) rendjébe, ezen belül az őszirózsafélék (Asteraceae) családjába tartozó faj.

## Elterjedése, élőhelye
A bóbitás küllőrojt széles körben elterjedt növényfaj. Őshonos Kanadában, az Amerikai Egyesült Államok hidegebb részein, Észak-, Közép- és Délkelet-Ázsiában, valamint Európa nagy részén. Magyarországon is elterjedt gyakori faj, megtalálható a középhegységekben és az Alföldön is.

## Jellemzői
A bóbitás küllőrojt kétéves, vagy évelő növény, mely általában 10–40 cm magas, de egyes helyeken akár több, mint 100 cm magasra nő, erős karógyökeret növeszt és fás gyöktörzse van. Egy növényen több apró virágfej is kifejlődik, melyek mindegyike rózsaszín, lila, vagy esetenként fehér virágokat hoz. Sátorozó fészekvirágzata, hengeres szára van, szálas, ép szélű levélformájú, ülő levelekkel. A növény tőlevelei nyelesek és némileg nagyobbak, mint a szárlevelek. Henger alakú virágai 1–2 cm méretűek. Kedveli a száraz réteket, parlagokat. Június-augusztus közt virágzik. Szőrbóbitás kaszat-termése van.

## Alfajai, változatai
- Erigeron acris subsp. angulosus (Gaudin) Vacc.
- Erigeron acris subsp. arctophilus (Rech.f.) Rech.f.
- Erigeron acris subsp. asadbarensis (Vierh.) Rech.f.
- Erigeron acris subsp. botschantzevii Greuter
- Erigeron acris subsp. brachycephalus (H.Lindb.) Hiitonen
- Erigeron acris subsp. droebachiensis (O.F.Müll.) Arcang.
- Erigeron acris subsp. kamtschaticus (DC.) H.Hara
- Erigeron acris subsp. mesatlanticus (Maire) Maire
- Erigeron acris subsp. phaeocephalus Rech.f.
- Erigeron acris subsp. politus (Fr.) H.Lindb.
- Erigeron acris subsp. pycnotrichus (Vierh.) Grierson
- Erigeron acris subsp. staintonii Rech.f.
- Erigeron acris var. khasianus (Hook.f.) Hajra
- Erigeron acris var. multicaulis (Wall. ex DC.) C.B.Clarke